# Scaligeria vvedenskyi
Scaligeria vvedenskyi är en flockblommig växtart som beskrevs av Rudolf V. Kamelin. Scaligeria vvedenskyi ingår i släktet Scaligeria och familjen flockblommiga växter. Inga underarter finns listade i Catalogue of Life.